# Archidium laterale
Archidium laterale är en bladmossart som beskrevs av Bruch 1846. Archidium laterale ingår i släktet Archidium och familjen Archidiaceae. Inga underarter finns listade i Catalogue of Life.